# Katrine Stewart
Katrine Stewart (verheiratete Katrine Trobisch Stewart; * um 1953 in Französisch-Kamerun als Katrine Trobisch) ist eine US-amerikanische Autorin.

## Leben
Katrine Stewart wurde als ältestes von fünf Kindern des Missionar-Ehepaars Walter und Ingrid Trobisch um das Jahr 1953 im Norden von Französisch-Kamerun geboren. Später zog sie mit ihrer Familie auf einen Bauernhof (Lichtenberg 6) nach St. Georgen im Attergau in Oberösterreich und danach in die Vereinigten Staaten. Einer ihrer Brüder ist der Neutestamentler David Trobisch, ein anderer war der Verleger und Übersetzer Stephen Trobisch (1960–2019).
Seit Jahrzehnten ist Stewart mit einem US-amerikanischen Diplomaten verheiratet und führt seit der Hochzeit den Doppelnamen Trobisch Stewart, tritt aber zumeist unter dem Familiennamen ihres Mannes als Katrine Stewart in Erscheinung. Aufgrund der Berufstätigkeit ihres Mannes zog die Familie alle drei Jahre um. So lebte sie unter anderem bereits in Indien, Rumänien, Pakistan, Trinidad und Tobago, Mexiko oder den auf den Bahamas. Um das Jahr 2012 lebte sie mit ihrem Ehemann in Berlin, ehe ihr Ehemann nach London versetzt wurde. Um 1980 lebte sie in Indien und war zu diesem Zeitpunkt zweifache Mutter (zwei Töchter). Kurz danach gebar sie drei weitere Kinder (zwei Söhne und eine Tochter). Stewart spricht fließend Englisch und Deutsch.
Ab den 1980er Jahren veröffentlichte sie diverse Bücher, darunter einige Lebensratgeber. Eine ihrer ersten Publikationen war das 1988 auf Deutsch erschienenen Buch Was eine Mutter bewegt, das in den Editions Trobisch erschien. 2001 verlegte der Brockhaus-Verlag ihr Buch Mehr als ein Augenblick. Wie ich mein persönliches Journal schreibe. Zusammen mit ihrer Mutter schrieb sie die Bücher Haus der Geborgenheit. Dem Leben ein Zuhause geben (1999) oder Der Weg nach Hause ist eine lebenslange Reise. Lebenserinnerungen (2001/02). In den Jahren 2003 und 2004 kamen im deutschsprachigen Raum die zuvor von Stewart in den USA veröffentlichten Bücher Ich denk an dich, Ein Engel klopft an deine Tür. Himmlische Weihnachtswünsche oder Alles Liebe zum Geburtstag auf den Markt; als Übersetzerin aus dem Amerikanischen trat bei allen drei Büchern Evelyn Reuter in Erscheinung. Im Jahr 2009 brachte sie das Buch Endlich Raum fürs Leben. Entrümpeln in kleinen Schritten über das Entrümpeln von Herz und Haus heraus. Eines ihrer letzten herausgebrachten Bücher war das um den Jahreswechsel 2012/13 erschienene Zeit, die mir gehört. 2017 schien sie mit einem ihrer Gedichte als Mitwirkende beim Tischkalender 365x Glück zwischen Himmel und Erde auf. Als Übersetzerin ins Deutsche fungierte sie beim 2014 erschienenen Buch Entkommen. Nur Wunder konnten mich retten von Josh McDowell, der das Buch zusammen mit Cristóbal Krusen geschrieben hatte.

## Werke (Auswahl)
- 1988: Was eine Mutter bewegt
- 1999: Haus der Geborgenheit. Dem Leben ein Zuhause geben (mit Ingrid Trobisch)
- 2001: Mehr als ein Augenblick. Wie ich mein persönliches Journal schreibe
- 2001/02: Der Weg nach Hause ist eine lebenslange Reise. Lebenserinnerungen (mit Ingrid Trobisch; 1. Taschenbuchauflage, 2007)
- 2003: Ich denk an dich (mit Bildern von Ulrike Schneiders; aus dem Amerikanischen übersetzt von Evelyn Reuter)
- 2004: Ein Engel klopft an deine Tür. Himmlische Weihnachtswünsche (aus dem Amerikanischen übersetzt von Evelyn Reuter)
- 2004: Alles Liebe zum Geburtstag (mit Bildern von Ulrike Schneiders; aus dem Amerikanischen übersetzt von Evelyn Reuter)
- 2009: Endlich Raum fürs Leben. Entrümpeln in kleinen Schritten
- 2012/13: Zeit, die mir gehört
- 2017: 365 x Glück zwischen Himmel und Erde (Mitwirkende bei Tischkalender)

### Als Übersetzerin
- 2014: Josh McDowell und Cristóbal Krusen: Entkommen. Nur Wunder konnten mich retten (übersetzt von Katrine Stewart)